# Holden WK
De Holden WK was in 2003 de opvolger van Holdens WH-serie. Het Australische automerk bracht hiermee opnieuw een aparte luxeserie op de markt, deze keer gebaseerd op de VY Commodore. Net als de WH-serie werd ook deze WK geëxporteerd naar het Midden-Oosten.

## Geschiedenis
De Holden WK-serie was gebaseerd op de VY Commodore uit 2002 waarvan het platform iets meer dan 200 mm verlengd werd. Deze serie kreeg een aantal nieuwigheden mee waaronder dvd-schermen in de hoofdsteunen. De Holden Caprice werd onderscheiden van de Statesman met een sportievere Euro uitrusting. Daarbij hoorden een krachtiger versie van de 5,7 liter V8-motor, een dubbele uitlaat, een specifieke wielophanging en stuurinrichting en andere banden. De Statesman geldt als een meer formele sedan.

## Modellen
- Apr 2003: Holden Statesman Sedan
- Apr 2003: Holden Caprice Sedan